# Jarovoje
Jarovoje (rusky Яровое) je město v Altajském kraji v Ruské federaci. Při sčítání lidu v roce 2010 mělo přes osmnáct tisíc obyvatel.

## Poloha a doprava
Jarovoje leží v Kulundské stepi na severním břehu slaného jezera Bolšoje Jarovoje (Большое Яровое). Od kazachstánsko-ruské státní hranice je vzdáleno přibližně patnáct kilometrů východně a od sousedního města Slavgorodu jen osm kilometrů jihozápadně. Od Barnaulu, správního střediska kraje, je vzdáleno přibližně 400 kilometrů západně.
Přes nedaleký Slavgorod prochází železniční trať Tatarskaja–Karasuk–Kulunda–Malinovoje Ozero, z kterého vede do jarovojské chemičky nákladní vlečka.

## Dějiny
Jarovoje bylo založeno za druhé světové války, když byla ke zdejšímu slanovodnímu jezeru z krymského Krasnoperekopsku evakuována chemička vyrábějící brom. Jméno získalo podle jména jezera, jehož jméno je odvozeno z ruského slova jar znamenajícího útes.
V roce 1966 získalo Jarovoje status sídla městského typu a v roce 1993 se stalo městem.

### Rodáci
- Alexander Janzen (* 1985), německý hokejista
- Denis Makarov (* 1986), německý boxer
- Sergei Janzen (* 1987), německý hokejista